# Gyapju község
Gyapju község (románul: Comuna Gepiu) község Bihar megyében, Romániában. Központja Gyapju, hozzá tartozik Mezőbikács.

## Népessége
A 2011-es népszámlálás adatai alapján a község népessége 1797 fő volt.

## Története
2003-ban alakult önálló községgé, előtte Cséffa községhez tartozott.